# Höhenland
Höhenland é um município da Alemanha, situado no distrito de Märkisch-Oderland, no estado de Brandemburgo. Tem 53,83 km² de área, e sua população em 2019 foi estimada em 1.007 habitantes.